# Cal Roig (Anglès)
Cal Roig, també coneguda com La Torratxa, és una casa situada al carrer Major, 2-4 d'Anglès (Selva), catalogada com bé cultural d'interès local.

## Història
Va ser reformada entre 1889 i 1891 sobre una edificació anterior per encàrrec de Frederic Homs i Cabanas, espòs de Carme Burés, socis fundadors de les Indústries Burés.

## Arquitectura
Consta de planta baixa, dos pisos i golfes (torre) i coberta a doble vessant cap a façana i en diversos nivells. És al costat dret del principi del carrer Major (antic carrer de Dalt) i respon a la tipologia de casa totalment reformada durant el segle xix. De l'edifici es poden distingir dues façanes, la principal, que dona al carrer Major i la posterior, que dona al carrer del Molí.
La planta baixa té un encoixinat rectangular fet d'argamassa, dues finestres amb reixa de ferro forjat i dues portes, una principal i una de secundària i més petita. La porta principal és de fusta amb gravats i emmarcada de pedra amb impostes motllurades i avançades. La llinda d'aquesta és fet de diversos blocs de pedra a manera d'arc pla. El primer pis té tres balcons amb finestres individuals amb reixa de ferro, ampit monolític i emmarcaments de pedra motllurada. El segon pis també té balcons i obertures rectangulars individuals emmarcats de pedra, però amb l'ampit més petit i una decoració de ferro diferent. Tant el primer com el segon pis són pintats de color vermell-ocre i gris-ocre seguint els tres cossos verticals o crugies de l'edifici.
L'entaulament està format per una cornisa motllurada, un fris corregut i disset mènsules d'estil classicista decorades ricament. A sobre del teulat s'alça la torre quadrada que fa de golfes mig obertes i de mirador. Té dos nivells, el superior dels quals és una balconada que circumval·la la torre. Corona la torre un entaulament de quatre vessants amb ràfec decorat amb rajoles i retícules pintades.
Quant a la façana posterior, que en el sentit de l'estructura i la solució arquitectònica és més interessant que la del carrer Major, hi ha tres nivells de terrassa emmarcats per dos cossos avançats. La terrassa central està sostinguda amb columnes de secció quadrangular Cadascun dels cossos té una finestra geminada per planta de tipus distints: d'arc de mig punt i lluerna a la planta baixa, d'arc trevolat al primer pis i d'arc de mig punt sense columneta al segon.